# Landgericht Zusmarshausen

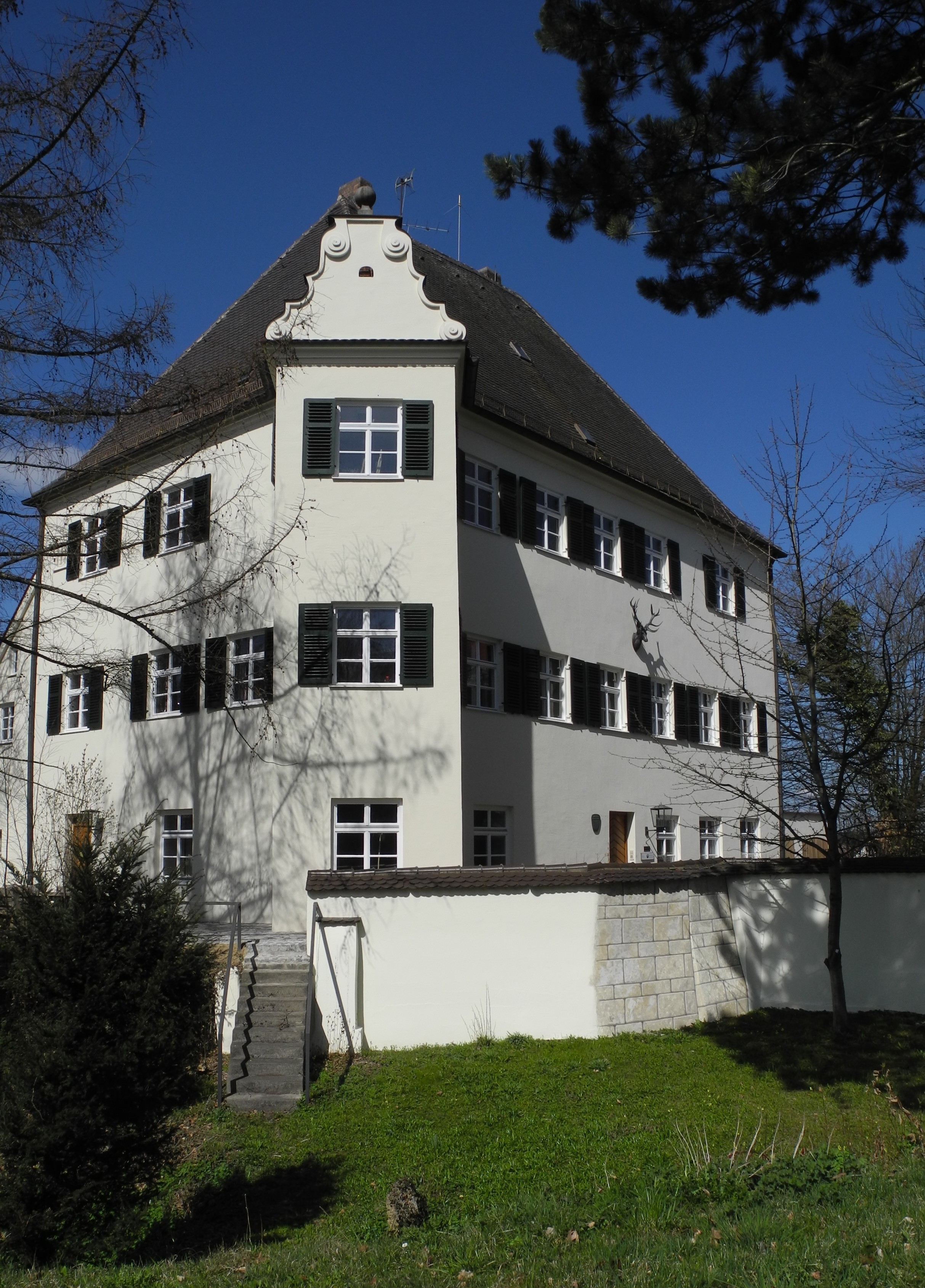
Schloss Zusmarshausen ehemaliges Landgerichtsgebäude

Das Landgericht Zusmarshausen war ein von 1804 bis 1879 bestehendes bayerisches Landgericht älterer Ordnung mit Sitz in Zusmarshausen. Die Landgerichte waren im Königreich Bayern Gerichts- und Verwaltungsbehörden, die 1862 in administrativer Hinsicht von den Bezirksämtern und 1879 in juristischer Hinsicht von den Amtsgerichten abgelöst wurden.

## Geschichte
Im Jahr 1804 wurde im Zuge der Verwaltungsneugliederung Bayerns das Landgericht Zusmarshausen errichtet. Es umfasste überwiegend die Gebiete des ehemaligen hochstiftischen Pflegeamtes Zusmarshausen, die drei domkapitlischen Ämter Dinkelscherben, Anhausen und Breitenbrunn, das Klosteramt Oberschönenfeld, sowie zerstreute Besitzungen aufgehobener Augsburger Stifte und Klöster, wie St. Ulrich, St. Moritz und Heilig-Kreuz. Das Landgericht besaß 1804 zwei Rentämter in Zusmarshausen und Oberschönenfeld. Es gehörte ab 1808 zum Lechkreis, ab 1810 zum Oberdonaukreis und ab 1838 zum Kreis Schwaben und Neuburg, dem späteren Regierungsbezirk Schwaben.
Das Bezirksamt Zusmarshausen wurde im Rahmen der bayerischen Verwaltungsreform von 1862 gebildet. Die Rechtspflegeeinrichtungen behielten die Bezeichnung Landgericht. Anlässlich der Einführung des Gerichtsverfassungsgesetzes vom 1. Oktober 1879 erfolgte die Umbenennung in Amtsgericht Zusmarshausen.

## Gemeinden
Das Landgericht war nach der Gemeindebildung von 1818 für folgende Gemeinden mit Ortsteilen zuständig, die in Steuerdistrikte unterteilt waren: Adelsried mit Engelshof und Kruichen, Agawang mit Obernerfsried und Unternerfsried, Anried mit Engertshofen, Aretsried mit Heimberg, Auerbach mit Lindgraben, Biburg mit Kreppen und Neudeck, Bonstetten, Breitenbronn mit Holzara, Buch mit Boschhorn, Deubach, Dinkelscherben mit Au und Zusameck, Ettelried mit Tirolerhof, Fischach, Fleinhausen mit Elmischwang, Gabelbach mit Kleinried und Rücklenmühle, Gabelbachergreut, Grünenbaindt, Häder mit Neuhäder und Schempach, Horgau mit Bieselbach, Herpfenried und Schäfstoß, Horgauergreut, Kutzenhausen mit Brunnenmühle und Katzenlohe, Lindach, Neumünster mit Asbachhof und Violau, Oberschöneberg mit Reischenau, Saulach, Siefenwang und Stadel, Reitenbuch mit Maingründel, Reutern, Ried mit Kühbach, Rommelsried, Schönebach, Steinekirch mit Wolfsberg, Streitheim mit Ehgatten, Lüftenberg und Weilerhof, Ustersbach mit Baschenegg, Mödishofen und Osterkühbach, Unterschöneberg mit Stuhlenmühle, Uttenhofen, Vallried, Welden, Willishausen mit Hausen und Oggenhof, Willmatshofen, Wollbach, Wollmetshofen, Wörleschwang, Zusmarshausen mit Salenbach.

## Landrichter
- bis 1850: Ernst August Christian Friedrich Sondermann[3]
- bis 1855: Adolph Henne[4]
- ab 1855: Johann Baptist Rupprecht[5]
- ab 1862: Georg Friedrich Rothenhöfer[5]
- bis 1878: Wilhelm Enzensberger[6][7]